# John Money

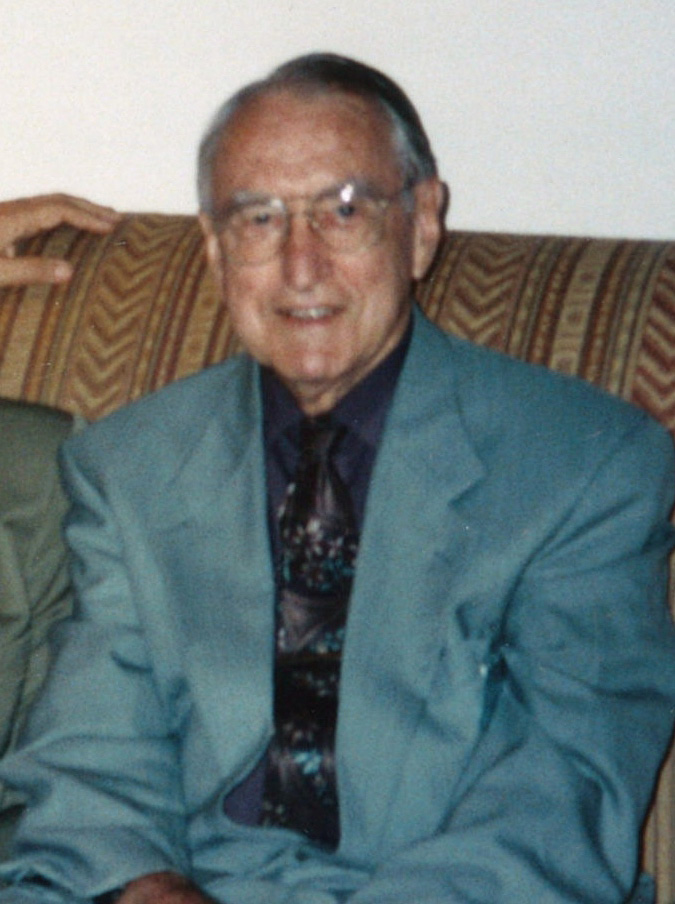
John Money (1996)

John William Money (Morrinsville, 8 juli 1921 – Towson, 7 juli 2006) was een Nieuw-Zeelands/Amerikaans psycholoog, seksuoloog en professor aan de Johns Hopkins-universiteit. Hij is bekend vanwege zijn onderzoek naar seksueel gedrag bij mensen en gender. In samenwerking met endocrinoloog Claude Migeon richtte Money de Johns Hopkins Gender Identity Clinic op, de eerste kliniek in de Verenigde Staten waar geslachtsaanpassende operaties werden uitgevoerd. Daarnaast is zijn reputatie omstreden.

## Carrière
Money verbreedde het taalgebruik in de seksuologie met nieuwe begrippen als genderrol en seksuele oriëntatie.
Money schreef als eerste medicatie voor aan seksdelinquenten, waarmee hun aandrang tot seks verminderd werd. Hij testte al in 1966 de testosteron-remmer anti-androgen op misdadigers, met succesvolle resultaten.
Money's literatuur is in vele talen vertaald en omspant ongeveer 2.000 artikelen, boeken, hoofdstukken en reviews. Hij ontving tijdens zijn leven ongeveer 65 onderscheidingen en titels.

## Privé
John Money was in de jaren 50 korte tijd getrouwd.

## Overlijden
Money overleed een dag voor zijn 85e verjaardag in het ziekenhuis aan de ziekte van Parkinson.